# Weilerbach
Weilerbach é um município da Alemanha localizado no distrito de Kaiserslautern, estado da Renânia-Palatinado.
É membro e sede do Verbandsgemeinde de Weilerbach.